# Hemiphile latipes
Hemiphile latipes är en insektsart som först beskrevs av Stsl 1863.  Hemiphile latipes ingår i släktet Hemiphile och familjen sköldstritar. Inga underarter finns listade i Catalogue of Life.